# Georges Despy
Georges Despy, né le 13 décembre 1926 à Moignelée et mort le 18 septembre 2003 à Grignan, est un historien belge.

## Biographie
Issu d'une lignée d'artisans de village, des maçons, Georges Despy s'inscrit en 1944 à l'Université libre de Bruxelles où il entame des études brillantes marquées par la personnalité de son maître, le médiéviste Paul Bonenfant. C'est sous sa direction qu'il prépare un mémoire de licence (1946-1948) consacré à l'Histoire de l'abbaye puis chapitre de Moustier-sur-Sambre au Moyen Âge. Sa carrière scientifique le conduit d'abord durant trois ans à l'Institut historique belge de Rome (1949-1952), puis comme aspirant au Fonds national de la recherche scientifique (1952-1954). Sa thèse de doctorat sur Les chartes de l'abbaye de Waulsort de 946 à 1199 consacre ses talents de diplomatiste  et lui vaut d'être promu chargé de recherches.
En 1957, il rejoint les Archives générales du Royaume puis, en 1960, le corps professoral de l'Université libre de Bruxelles où il est nommé professeur ordinaire en 1965 jusqu'à sa retraite en 1990. Il y succède à la tête du séminaire d'histoire médiévale à Paul Bonenfant, décédé à 65 ans des suites d'un accident d'auto. Il y dirigera cent vingt-quatre mémoires de licence et dix thèses de doctorat dont celles d'Arlette Laret-Kayser, de Claire Billen, de Jean-Pierre Devroey, d'Alain Dierkens et d'Anne-Marie Helvétius.
Il fut élu correspondant de l'Académie royale des sciences, des lettres et des beaux-arts de Belgique le 5 décembre 1983 et en devint membre le 6 avril 1992.

## Publications (aperçu)
- Les chartes de l'abbaye de Waulsort. Étude diplomatique et édition critique (946-1199); Bruxelles (Commission royale d'Histoire), 1957; XX & 458 pages (1 volume in-4°).
- À propos du droit urbain de Louvain au XIIIe siècle: l'exemple de la ville de Wavre ; in: Mélanges offerts à Guillaume Jacquemyns ; Bruxelles, 1968; pp. 191-205.
- (Avec son épouse Andrée Despy-Meyer), Les premières années de l'abbaye cistercienne de Clairefontaine ; in: Revue belge de philologie et d'histoire (R.B.P.H.), vol. XLVIII, 1970, n° 4; pp. 1207-1224.
- Naissance de villes et de bourgades ; in: La Wallonie, le pays et les hommes. Histoire - Économies - Sociétés (édité par Hervé Hasquin); vol. I; Bruxelles, 1975; pp. 93-129 (ill.).
- Les richesses de la terre: Cîteaux et Prémontré devant l'économie de profit aux XIIe et XIIIe siècles ; in: Problèmes d'histoire du Christianisme ; t. V; Bruxelles, 1975; pp. 58-80.
- Les tarifs de tonlieux ; = vol. 19 de la Typologie des sources du Moyen Âge dirigée par Léopold Génicot; Turnhout, 1976; 48 pages (fasc. in-8°).
- (En collab. avec Arlette Laret-Kayser), Histoire du Moyen Âge: I. L'Occident médiéval du Ve siècle à 1300 ; Bruxelles (Presses universitaires de l'ULB), 1978; 180 pages (1 vol. in-4°).
- Les débuts de l'Inquisition dans les anciens Pays-Bas au XIIIe siècle ; in: Hommages à Jean Hadot ; édités par Guy Cambier :  vol. 9 (1980) de la revue Problèmes d'histoire du christianisme, publiée par l'Institut d'Histoire du Christianisme et de la Pensée laïque (Université libre de Bruxelles, Faculté de Philosophie et Lettres); Bruxelles, 1980.
- Les actes des ducs de Basse-Lotharingie du XIe siècle ; in: Publications de la Section historique de l'Institut grand-ducal, vol. XCV, Luxembourg, 1981; pp. 65-132.
- Villes, bourgades et franchises en Ardenne au Moyen Âge ; in: Saint-Hubert d'Ardenne. Cahiers d'histoire ; t. VI, 1982; pp. 3-22.
- Abbatiat laïc et manipulations foncières en Lotharingie vers 900: la "charte de précaire" du duc Gislebert de 928 ; in: La Belgique rurale du Moyen Âge à nos jours - Mélanges offerts à Jean-Jacques Hoebanx ; Bruxelles (Fac. de Philo. & Lettres de l'ULB), 1985; pp. 19-28.
- Godefroid de Bouillon: mythes et réalités ; in: Bulletin de la Classe des Lettres de l'Académie royale de Belgique ; 5e série, t. LXXI, 1985; pp. 249-275.
- Les phénomènes urbains dans les régions belges de l'an mil aux environs de 1300 ; in: Actes du 1er Colloque des historiens soviétiques et belges - Moscou 1989 ; Moscou, 1991.
- Le "testament" d'Ermesinde et la fondation de l'abbaye de Clairefontaine ; in: Ermesinde et l'affranchissement de la ville de Luxembourg - Études sur la femme, le pouvoir et la ville au XIIIe siècle; Luxembourg (Musée d'Histoire de la Ville de Luxembourg & CLUDEM), 1994; pp. 211-219.  (ISBN 2-919979-04-3)
- Un dossier mystérieux : Les origines de Bruxelles ; in: Bulletin de la Classe des lettres et des sciences morales et politiques, tome 8, n°1-6, 1997. pp. 241-303, à lire en ligne : .